# Carrollton (Alabama)
Carrollton város az USA Alabama államában, Pickens megyében, melynek megyeszékhelye is. Lakosainak száma 1023 fő (2020. április 1.).

## Népesség
A település népességének változása:
| Lakosok száma | 987  | 1019 | 1023 |
|               | 2000 | 2010 | 2020 |